# Pravo glasa za žene
Žensko pravo glasa izraz je kojim se danas označava u svijetu uglavnom općeprihvaćeni koncept prema kojem muškarci i žene imaju jednako pravo glasa, odnosno da je opće pravo glasa, a s njime i moderni koncept demokracije nezamisliv ako ne uključuje ravnopravnost muškaraca i žena na biralištima.
U povijesnom kontekstu taj se izraz odnosi na feministički, odnosno sufražetski pokret "Žensko pravo glasa" koji se pojavio u zapadnim industrijskim državama u 19. stoljeću i proširio u 20. stoljeću. Od tih pokreta najpoznatije su bile sufražetkinje, a današnji feministički povjesničari smještaju ga u tzv. feminizam prvog vala.
Danas je žensko pravo glasa prihvaćeno u gotovo svim državama svijeta. Jedini izuzetak predstavljaju određene zemlje, gdje se ženama ne daje pravo glasa iz vjerskih razloga.
Žene su po prvi puta potpuno pravo glasa dobile u Novom Zelandu 1893. godine, slijedi Australija 1902., Finska 1906. godine, Norveška 1913.,Danska 1915., Austrija, Njemačka, Polska, Rusija, Kanada 1918., Nizozemska 1919., Sjedinjene Američke Države i Mađarska 1920.,Švedska 1921., Velika Britanija i Irska 1928., Španjolska 1931., Turska, Kuba 1934., Francuska 1944., Italija i Jugoslavija 1945.,Argentina, Japan, Meksiko i Pakistan 1947., Kina 1949. te Indija 1950. godine
Žene u Hrvatskoj ostvarile su pravo glasa na lokalnim izborima 28. siječnja 1881. godine, međutim izmjenama zakona 1895. godine su ga izgubile. U okviru Jugoslavije, ostvarile su pravo glasa 11. kolovoza 1945. godine, a Ustavom 1990. godine zajamčena je ravnopravnost spolova i zabrana diskriminacije, odnosno jednaka prava za žene i muškarce.

### Države gdje ženskog prava glasa nema ili je ograničeno
- Brunej
- Ujedinjeni Arapski Emirati
- Vatikan — Nema prava glasa za žene. Jedini izbori su papinske konklave, na kojima sudjeluju isključivo muški kardinali.